# Rue Pascal
La rue Pascal est une voie s'étendant sur le quartier du Jardin-des-Plantes et celui du Val-de-Grâce dans le 5e arrondissement et dans le quartier Croulebarbe du 13e arrondissement de Paris.

## Situation et accès

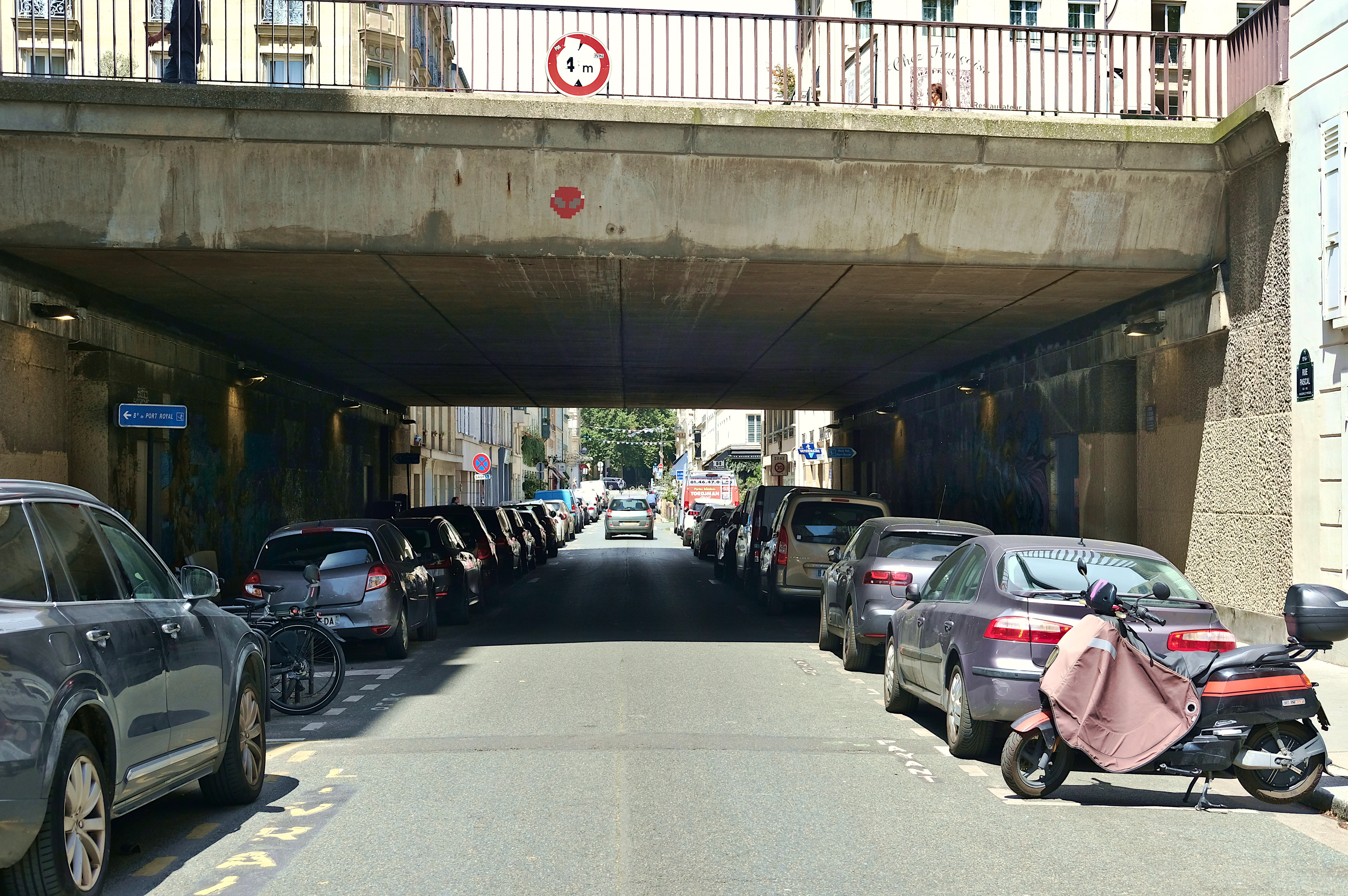
Passage de la rue Pascal sous le boulevard de Port-Royal.

La rue Pascal est desservie par les lignes 6 à la station Glacière et 7 aux stations Les Gobelins et Censier-Daubenton. Elle présente la particularité de passer sous le boulevard de Port-Royal.

## Origine du nom

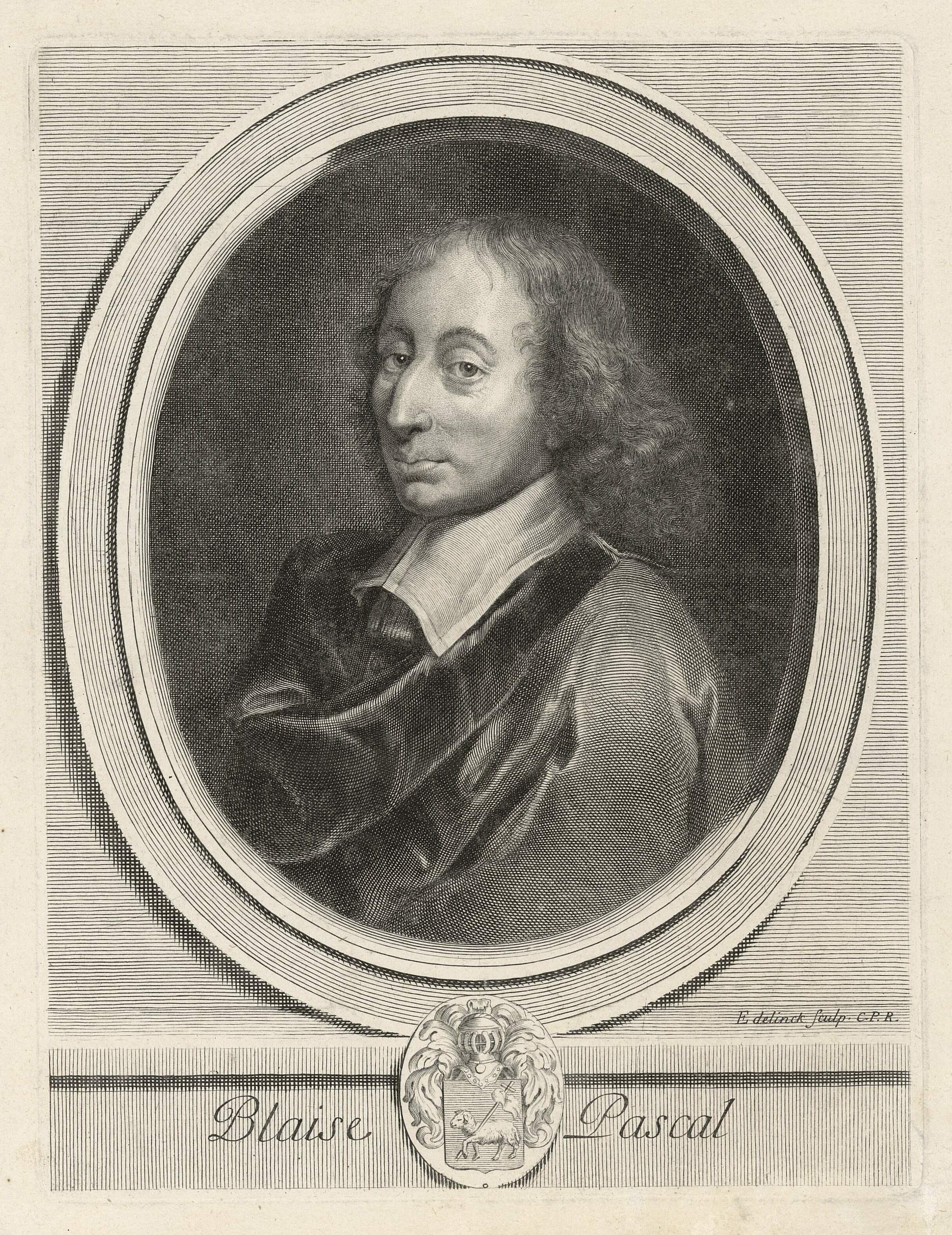
Blaise Pascal.

Cette rue doit son nom au philosophe et mathématicien Blaise Pascal (1623-1662), en raison du voisinage de la maison de Port-Royal, avec laquelle il a eu des liens.

## Historique
La rue est située sur le site de l'ancien couvent des Cordelières — saisi comme bien national à la Révolution et vendu en 1796 — où ont été ouvertes en 1825 deux nouvelles rues : la rue Pascal et la rue des Cordelières.
Le tracé de la rue Pascal suit le fond de la vallée de la Bièvre, près du bras mort de la rivière franchi par deux ponts construits aux frais des propriétaires des terrains riverains provenant du domaine du couvent. Le site est modifié par la création, de 1857 à 1866, du boulevard de Port-Royal qui enjambe la rue par un pont, puis par la couverture de la Bièvre sur le dernier tronçon entre les immeubles de la rue Pascal et de la rue Broca en 1905.
Un refuge pour les orphelins du choléra est construit dans la rue, en 1832, sur le site de l'ancien couvent détruit ; ce refuge devient l'hôpital Lourcine en 1836, puis l'hôpital Broca (désormais exclusivement consacré à la gérontologie) au début du XXe siècle.
Le 2 septembre 1914, durant la Première Guerre mondiale, la rue Pascal est bombardée lors d'un raid aérien effectué par des avions allemands.

## Bâtiments remarquables et lieux de mémoire
- No 14 : Paul Charlemagne (1892-1972), artiste peintre, y vécut[4].
- No 22 : emplacement du « théâtre Saint-Marcel », inauguré le 23 décembre 1838. La salle de style orientale contenait mille places. Bocage (directeur de la salle) et Marie Dorval s’y produisaient[5].
- No 40 : voie privée.

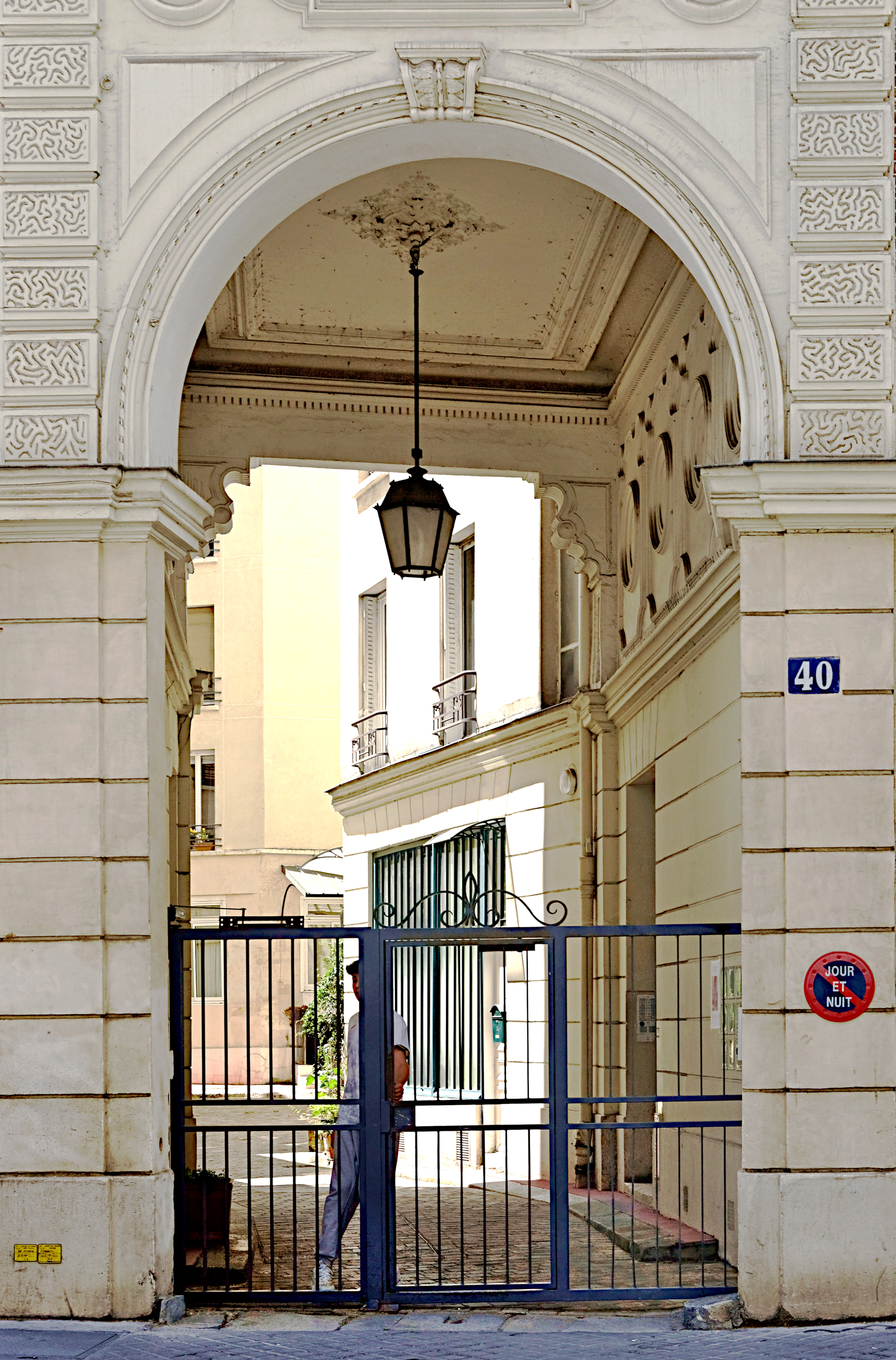
Entrée du n°40.
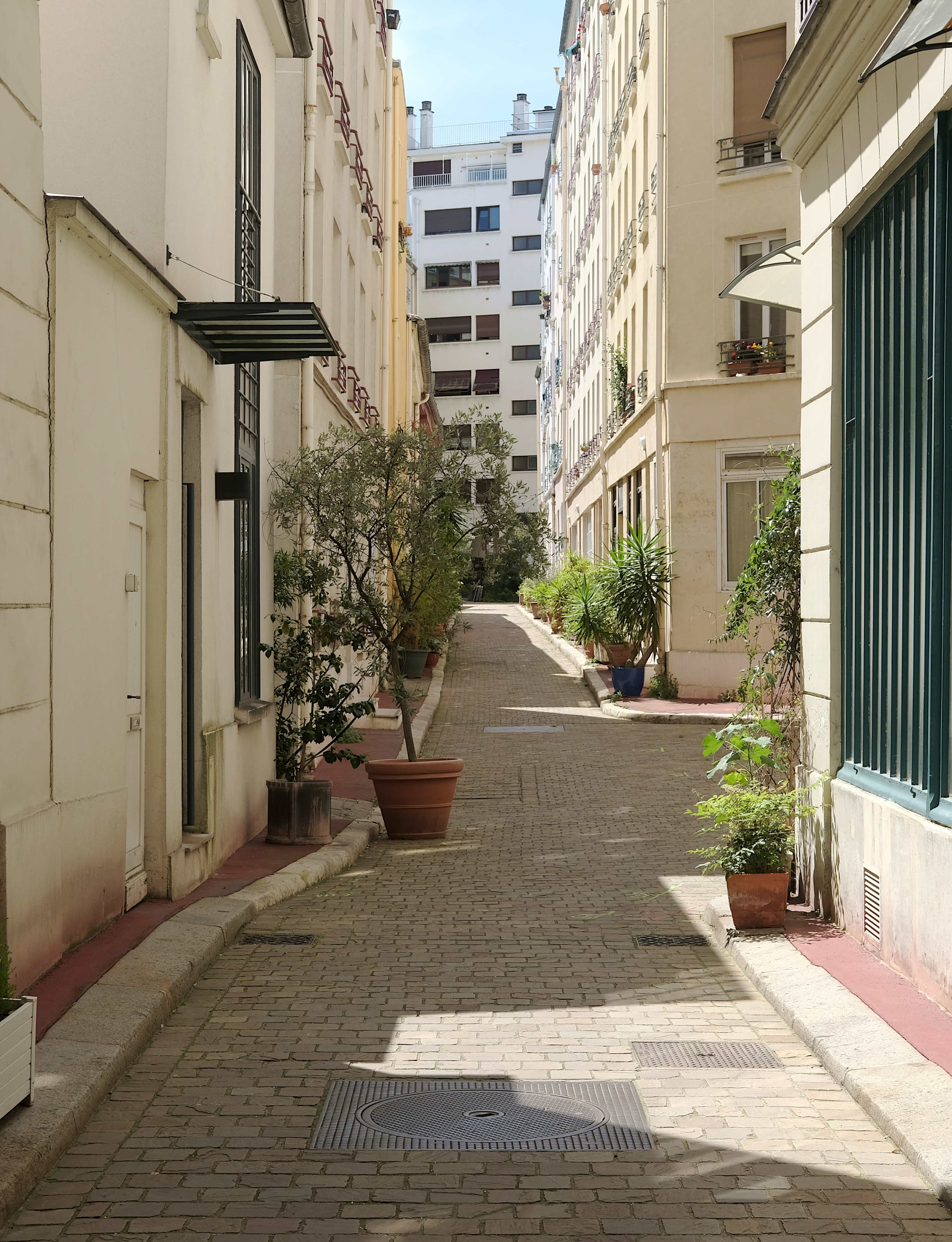
Une rue intérieure privée.
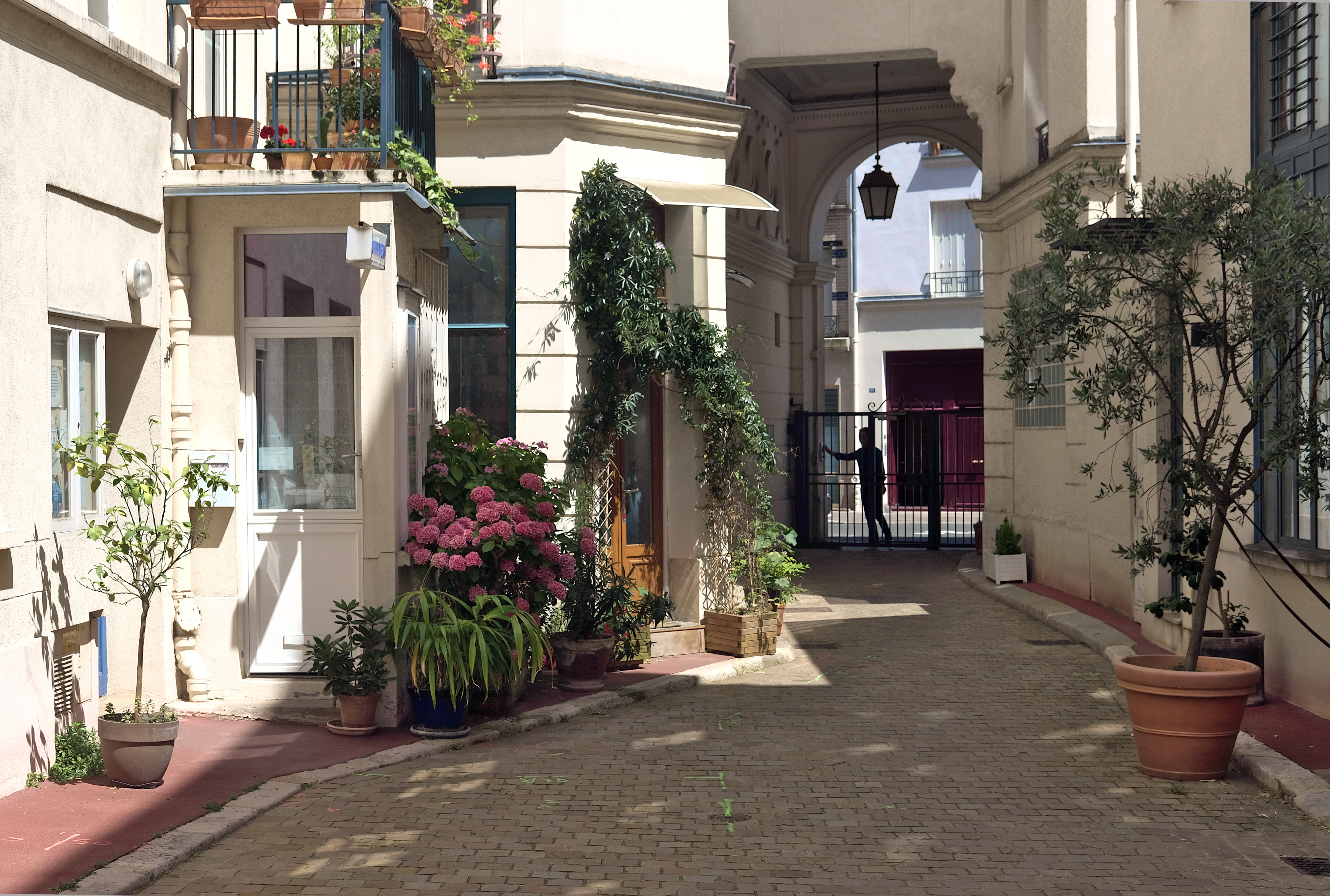
Loge de cette rue privée.

- Nos 54-56 : l'hôpital Broca, anciennement hôpital Lourcine, fondé en 1832.
- No 54 : dans le square attenant à l'hôpital, un pan de mur percé de deux baies en arc brisé est le dernier vestige de l'ancien couvent des cordelières du faubourg Saint-Marcel.